# Colegio Guadalaviar
Colegio Guadalaviar es un colegio concertado plurilingüe situado en la Avenida Blasco Ibáñez n.º 56 de la ciudad de Valencia (España). Fue construido en 1958 con proyecto del arquitecto Fernando M. García-Ordóñez. Imparte Guardería, Educación Infantil, Educación Primaria,  Secundaria y Bachillerato. Vinculado al Opus Dei, solo admite niñas entre su alumnado.
La parcela ocupa el ángulo sudeste de la confluencia de las actuales avenidas de Blasco Ibáñez y de Aragón. Pero inicialmente la parcela daba frente solo a la primera, constituyendo la segunda el campo de vías abandonado perteneciente al acceso ferroviario de la antigua Estación de Aragón. Como espacio colindante a una estación de ferrocarril, la parcela presenta en ese momento como vecino un área de cierta degradación urbana y formal. Posteriormente se construyen en él un gran pabellón provisional para albergar las oficinas de planeamiento del Ministerio de Obras Públicas en Valencia, provisionalidad que se perpetuará por espacio de más de veinte años. Es entonces cuando se ejecuta, por fin, la regeneración urbana que tiene por eje la actual avenida de Aragón, que se erige en vía natural de penetración a la ciudad desde el norte, en conexión con el llamado en aquellos años "acceso norte".

## Historia
Abrió sus puertas como guardería hasta que en 1963 se implantó el Bachillerato Elemental. En 1979 obtuvo la autorización para impartir Bachillerato en régimen nocturno y para una sección de Formación Profesional. Con la implantación de E.G.B y el B.U.P. y ampliadas las instalaciones del centro, comienza el Curso de Orientación Universitaria en junio de 1989 y el colegio queda adscrito a la Universidad Politécnica de Valencia. En 1995 se aprueba el proyecto de adecuación de espacios para la aplicación de la LOGSE.
Guadalaviar es miembro del Club de Calidad de CECE, miembro fundador del Club de Calidad de ACADE y miembro colectivo de la AEC. El colegio dispone de la Certificación ISO 9002:94, el Sello de Calidad Europea 200+ y de la adaptación a la norma ISO 2001:2000.

### Edificio
El proyecto estuvo a cargo de Fernando Martínez García-Ordóñez, uno de los jóvenes arquitectos que irrumpieron en la Valencia de finales de los 50, comenzando su andadura profesional dirigiendo la Oficina Técnica del que sería llamado Plan Sur: la propuesta urbanística de más trascendencia que tuvo la ciudad del Turia en el siglo XX. Influido por la arquitectura de Mies van der Rohe, en el Colegio Guadalaviar, el arquitecto se propuso ensayar los conceptos creativos derivados del ‘less is more’ miesiano: la arquitectura se convierte en función utilitaria, y la función determina la forma. El edificio, el primer ejemplo en construcción metálica vista en la ciudad, sirvió de carta de presentación a García-Ordóñez, al tiempo que se convertía en referente de la arquitectura moderna en Valencia. 
El proyecto alberga diversos volúmenes conectados entre sí que se adecuan al uso: diluyen la construcción en la parcela, espacio ampliamente ajardinado.
Un gran volumen, comparado con la menor escala de los demás, se sitúa en la esquina de la parcela, albergando en sus cuatro alturas la zona representativa: nivel de acceso liberado, planta de dirección y administración, planta de comedor y cocina y un último nivel con habitaciones. A éste se anexa el volumen en planta primera con las aulas. Una tercera pieza conteniendo el salón de actos cierra el arco que se crea en torno al acceso principal recayente a la avenida Blasco Ibáñez.
Cámara
Inicialmente disponía, además, de cuatro pequeños pabellones con las aulas infantiles, y que en el transcurso del tiempo fueron derribados, dejando espacio para una postrera ampliación en los años ochenta. Con esta intervención, la propia identidad del conjunto original se vio afectada y desvirtuada, con un lenguaje y una materialización diversas a las originales.
La estructura se resuelve con perfiles metálicos que forman parte de la piel exterior y son absorbidos en el interior. La fachada es sincera mostrando la diversidad de materiales que la conforman, desde los perfiles metálicos hasta el ladrillo y los módulos de carpintería. Algunos elementos constructivos vuelan invadiendo el vacío y cerrando el conjunto a modo de marquesina.
El edificio posee un control sobre la luz y la temperatura mediante soluciones como dobles techos para conseguir una ventilación cruzada en las aulas o elementos precisos para evitar el retorno del aire viciado.
Con todo ello, aparece este proyecto como un ejemplo refinado de arquitectura vinculada al verde, al espacio libre interior, ejemplo de arquitectura como relación interior-exterior, y acierto en la escala de todas sus partes entre sí, lo que le hace digno merecedor de ocupar una referencia como apuesta innovadora en una mirada de conjunto de la arquitectura valenciana del siglo.

## Clases
El colegio ofrece todos los niveles educativos desde Infantil hasta Bachillerato y está considerado por diferentes rankings como el mejor centro concertado de la Comunidad Valenciana y uno de los primeros en notas de Acceso a la Universidad. 
El colegio fue construido por iniciativa de un grupo de padres inspirados en las enseñanzas de Josemaría Escrivá de Balaguer. 